# باگاماتی
باگاماتی (به تامیلی: Bhaagamathie) فیلمی هندی محصول سال ۲۰۱۸ و به کارگردانی جی. آشوک است. در این فیلم بازیگرانی همچون آنوشکا شتی، اونمی موکوندان، جایارام، آشا شارات، مورالی شرما و دوادارشینی ایفای نقش کرده‌اند.